# جون بولارد
جون بولارد (بالإنجليزية: John Pollard)‏ (17 نوفمبر 1971 في المملكة المتحدة - ) هو لاعب كرة قدم بريطاني في مركز الدفاع. لعب مع كولتشستر يونايتد وهيبريدج سويفتس وسانت ألبانز سيتي ونادي سودبوري وبري تاون ونادي فيشر أثليتيك وهلستد تاون ‏ وTiptree United F.C. ‏.